# Trituradora

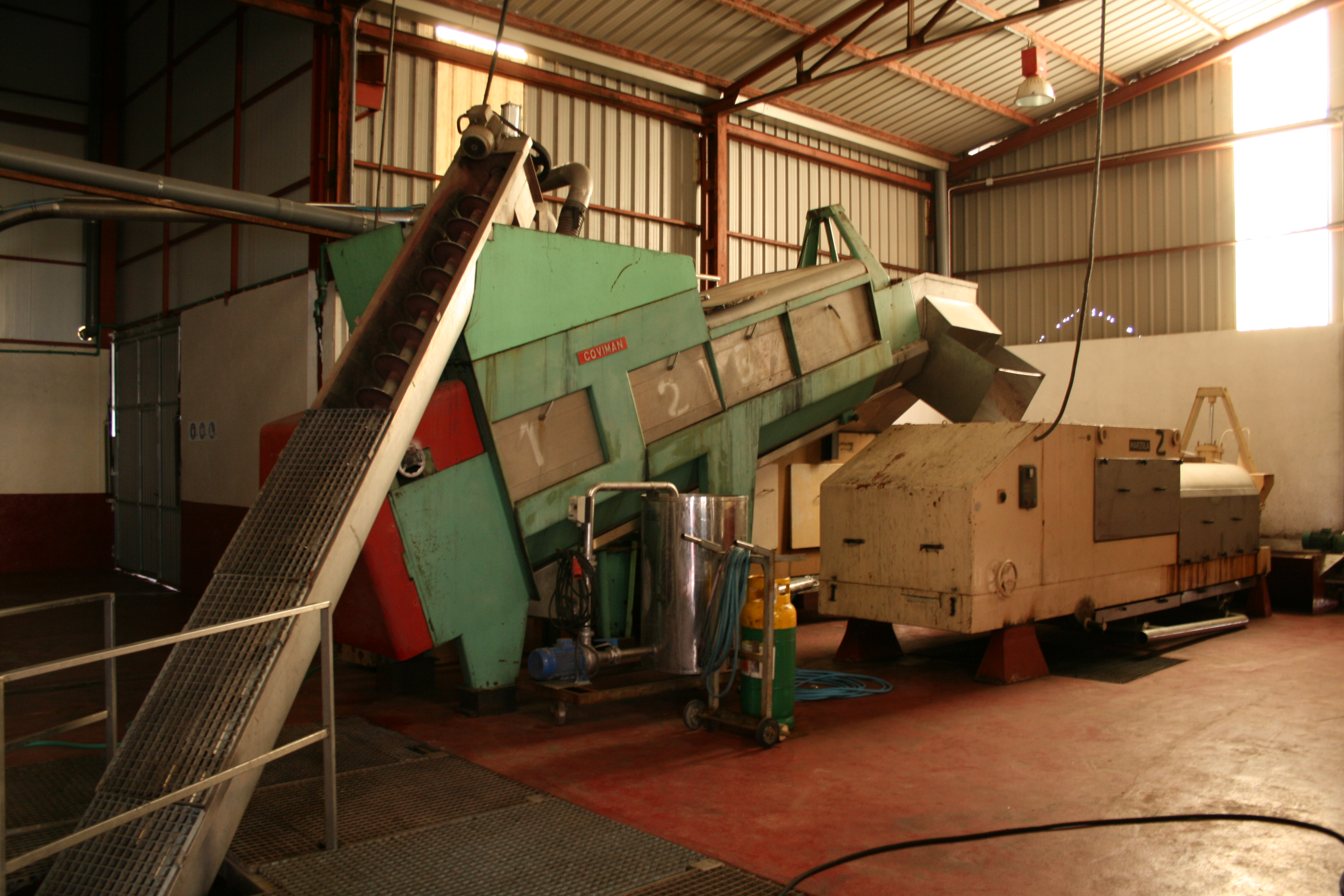
Trituradora mecanitzada.

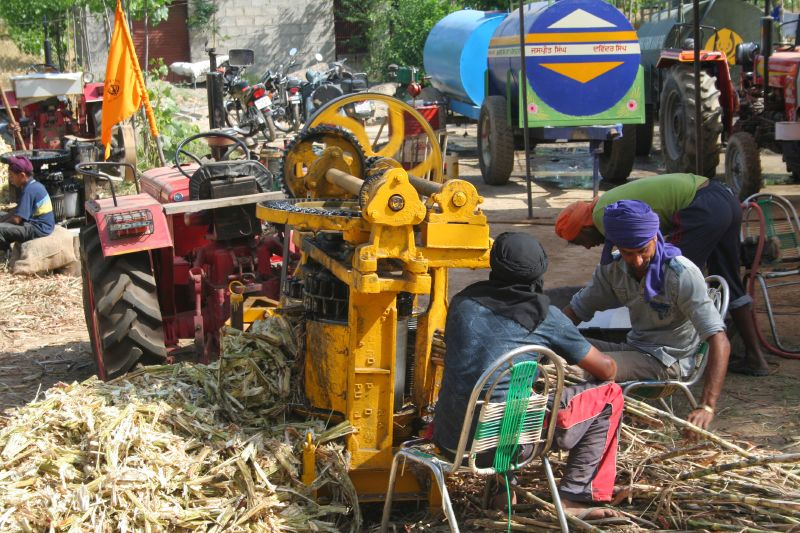
Trituradora de canya de sucre.

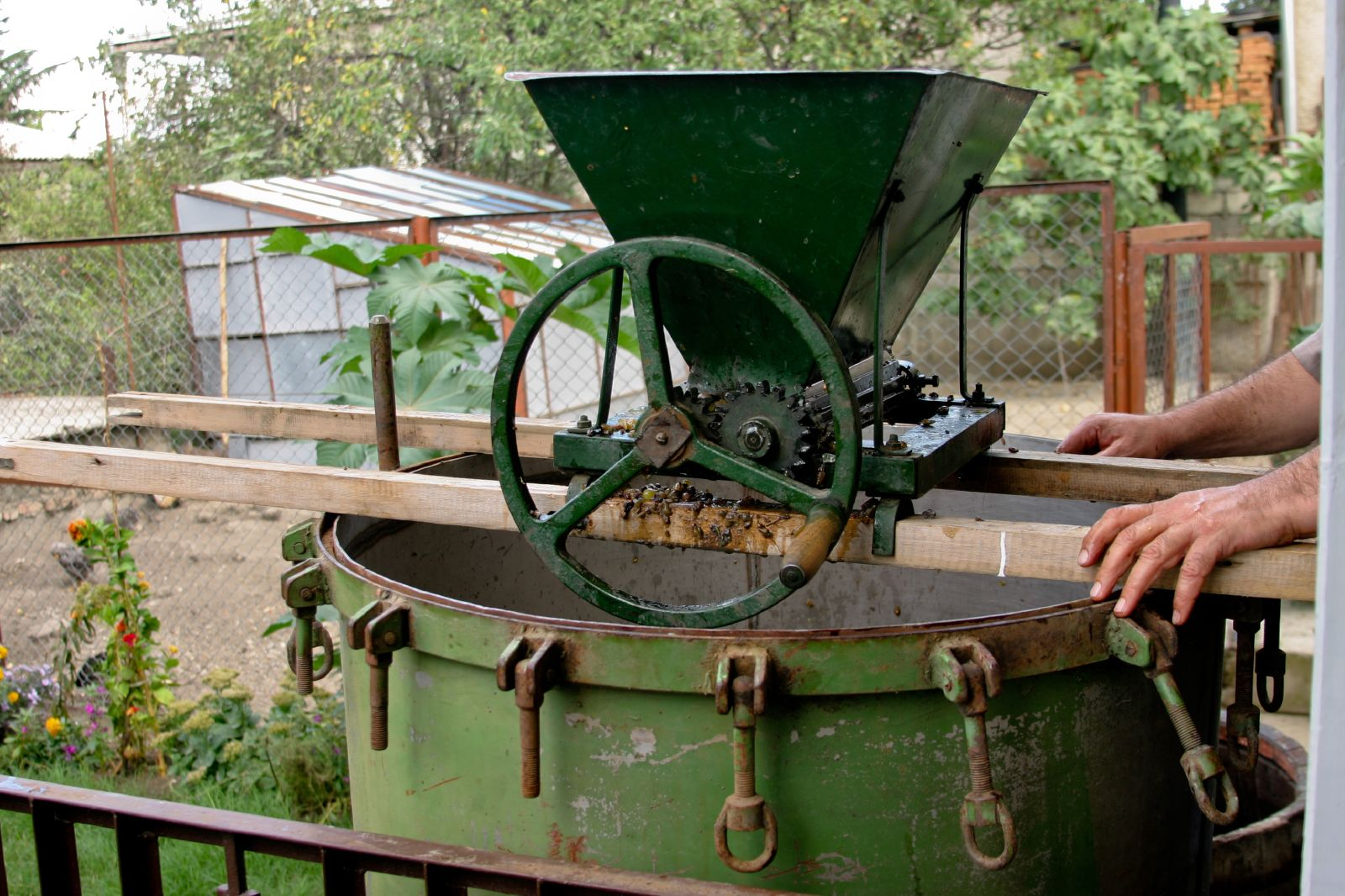
Trituradora de raïm.

Una trituradora és una màquina que processa un material de manera que en produeix trossos d'una grandària menor a l'original. Si es tracta d'una màquina agrícola, tritura, pica i premsa les herbes, plantes i branques que es recullen en el camp.
Si es tracta d'una màquina emprada per a la mineria, la construcció o per a processos industrials, pot processar roques o altres matèries sòlides. També es pot emprar per a extreure alguna substància dels fruits i productes agrícoles, trencant i premsant aquests productes.